# ジョン・ルイス・クリメル
ジョン・ルイス・クリメル（John Lewis Krimmel、ドイツ語名:ヨハン・ルートヴィヒ・クリンメル:Johann Ludwig Krimmel、1786年5月30日 - 1821年7月15日）は、ドイツ生まれで、アメリカ合衆国に移住した画家である。アメリカ合衆国において、「風俗画」を本格的に描いた最初の画家で、イギリスで風俗画を描いて人気となったウィリアム・ホガース(1697-1764)になぞらえて、「アメリカのホガース」と呼ばれる。アメリカ合衆国の後の画家たちに影響を与えた。

## 略歴
当時、ヴュルテンベルク公国の小さな町エビンゲン(Ebingen)に生まれた。1809年にすでにアメリカに移民として渡っていた兄のもとに移住することに決めた。それまでロンドンで水彩画を学んだとされるが本格的な美術教育は受けていなかった。フィラデルフィアに1809年11月に到着し、1812年には英語名のジョン・ルイス・クリメルで画家として市に登録されている。
当時のフィラデルフィアは建国から数十年のアメリカ合衆国の文化や学問の中心地で、トマス・サリーやレンブラント・ピールが作った、アメリカで最も古い美術クラブのメンバーになった。1811年にフィラデルフィアの市場で黒人の女性が白人にスープを売る情景を描いた絵で注目された。19世紀の初めのアメリカの日常生活、風俗を描いた作品を制作した。これらの絵は、現在まで、例えば、雑誌や歴史の教科書などに当時の市民生活を示すために掲載されることになった。
1816年から1818年の間はヨーロッパに戻り、ウィーンやザルツブルクで絵を描いた。
1821年にフィラデルフィアのジャーマンタウンの池に泳ぎにいって溺れて死亡した。

## 作品

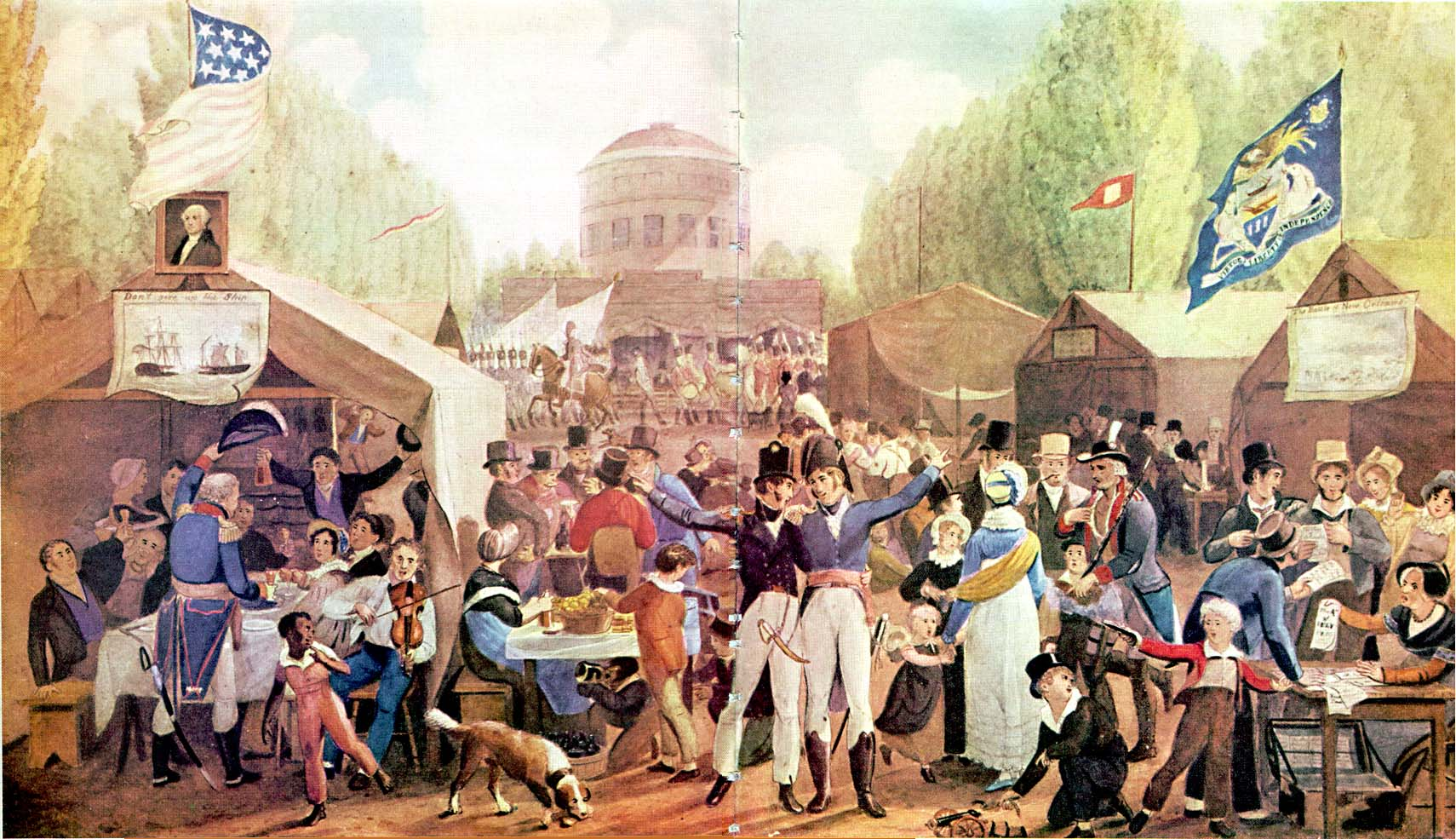
フィラデルフィアの独立記念日(1819)
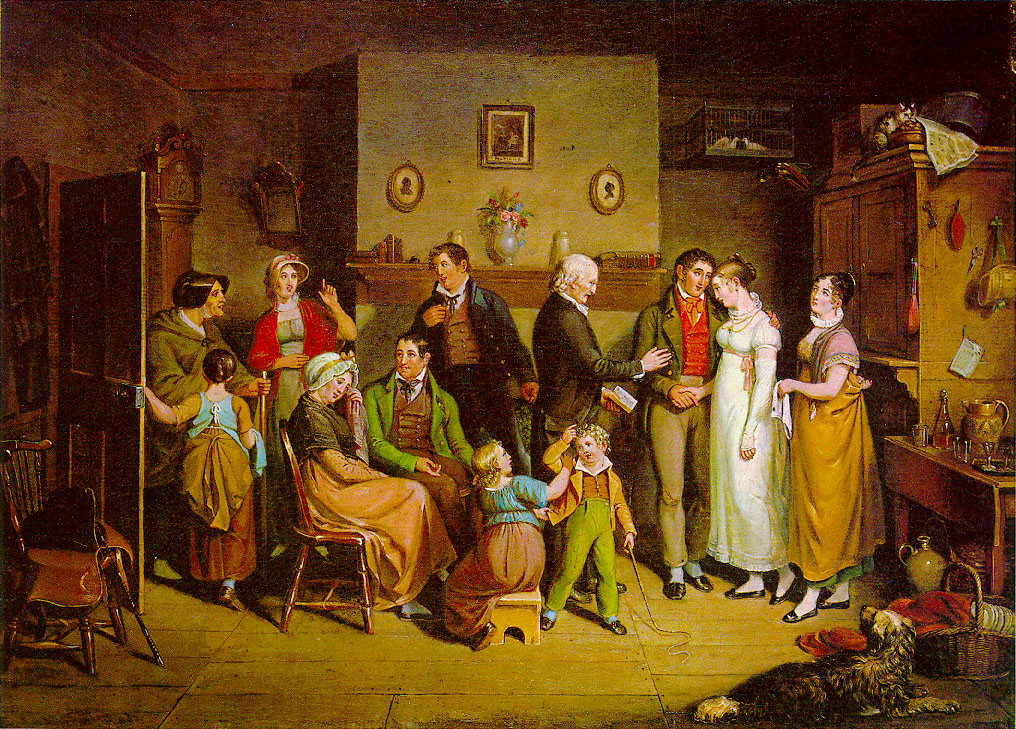
結婚式 (1820)
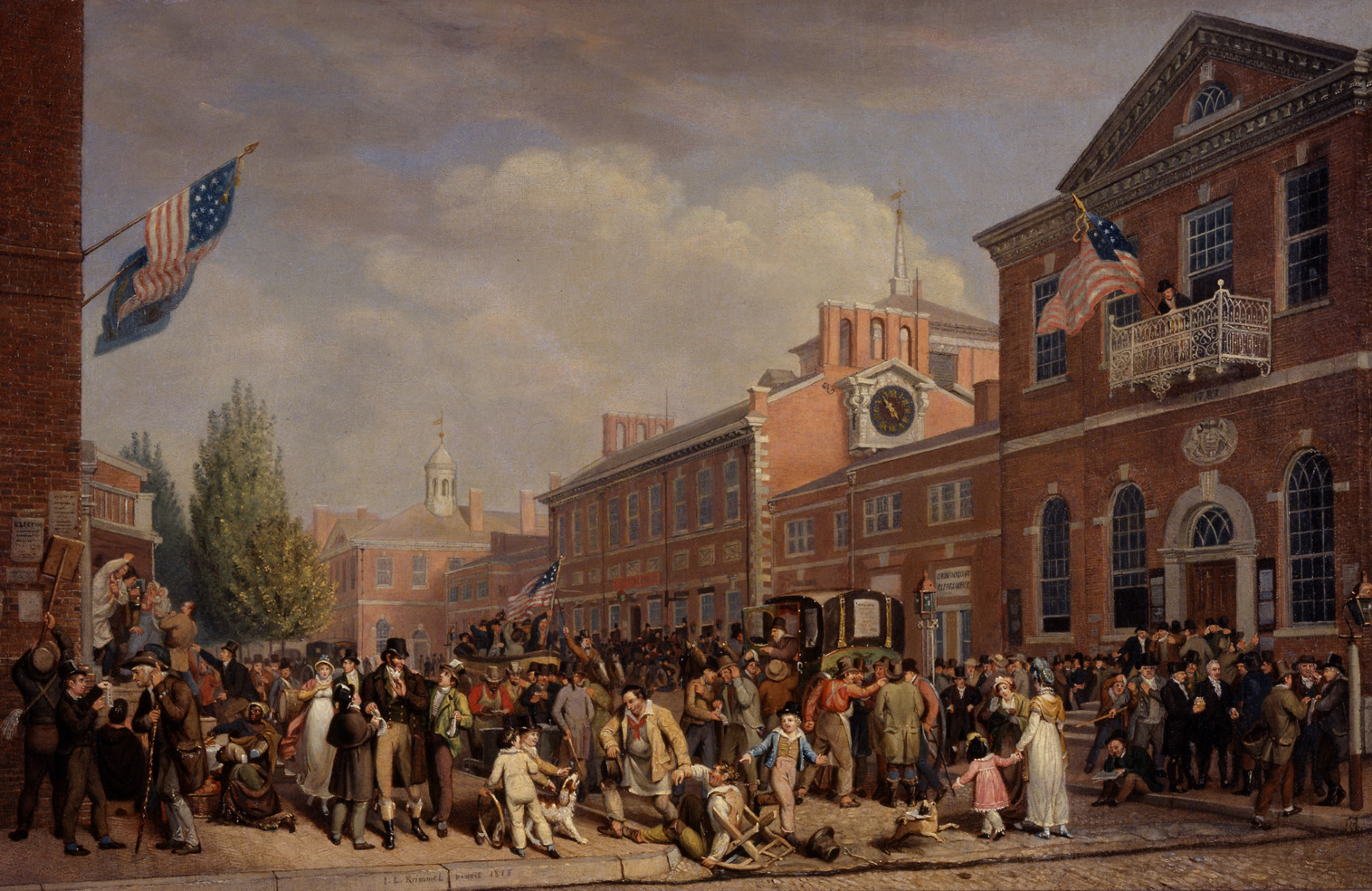
選挙の日 1815

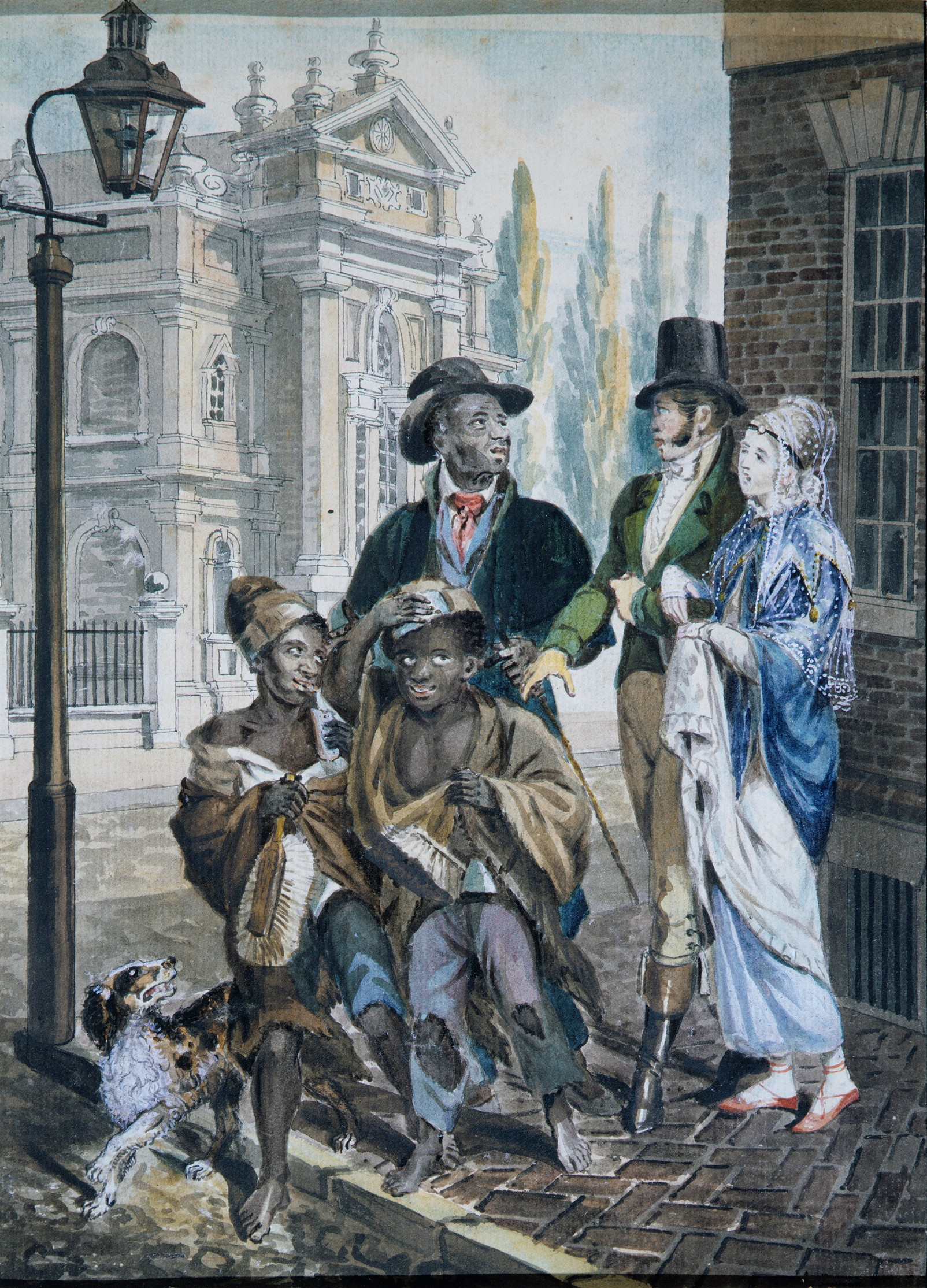
黒人煙突掃除人に道を尋ねる白人達
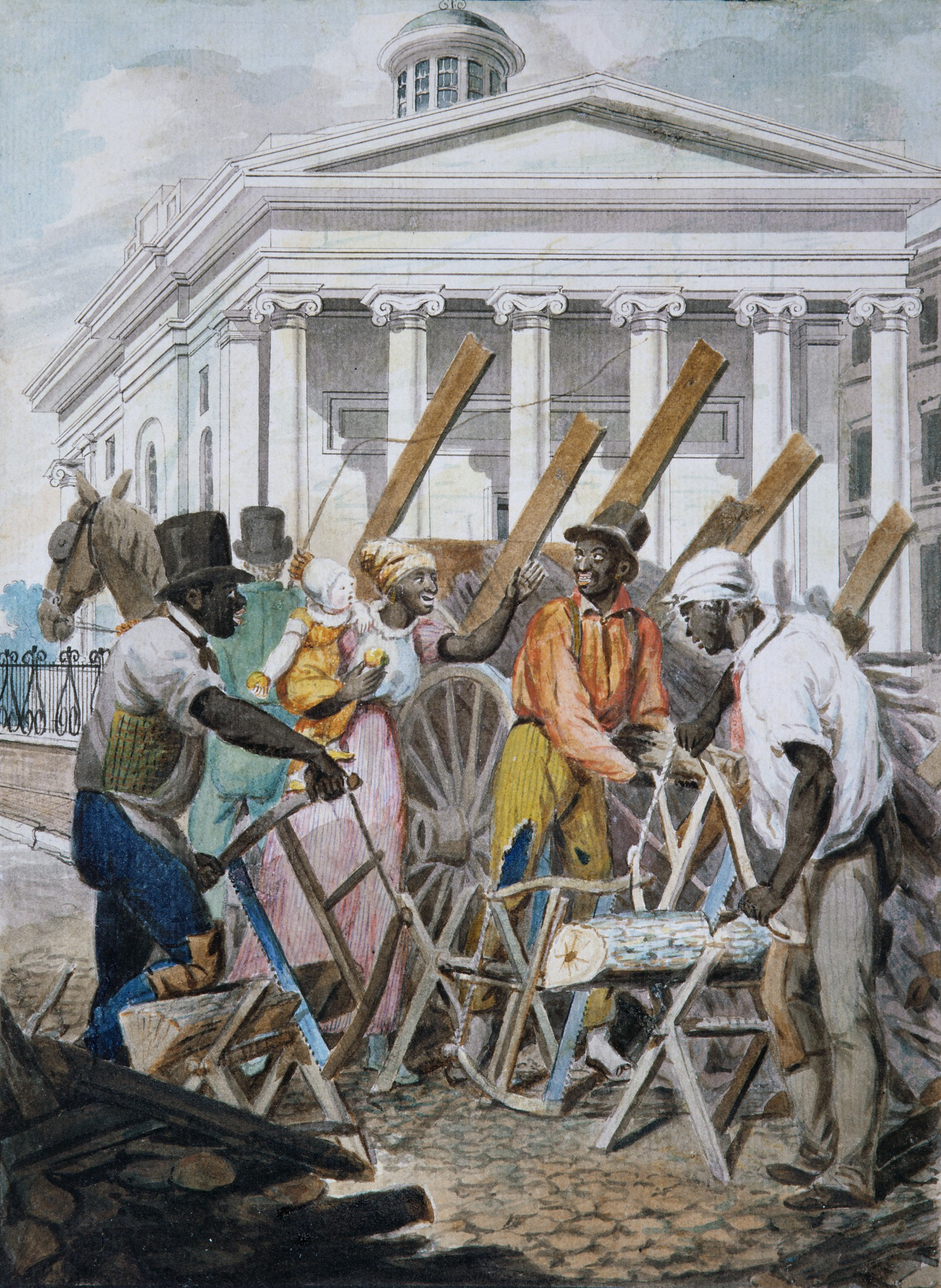
黒人の建築労働者
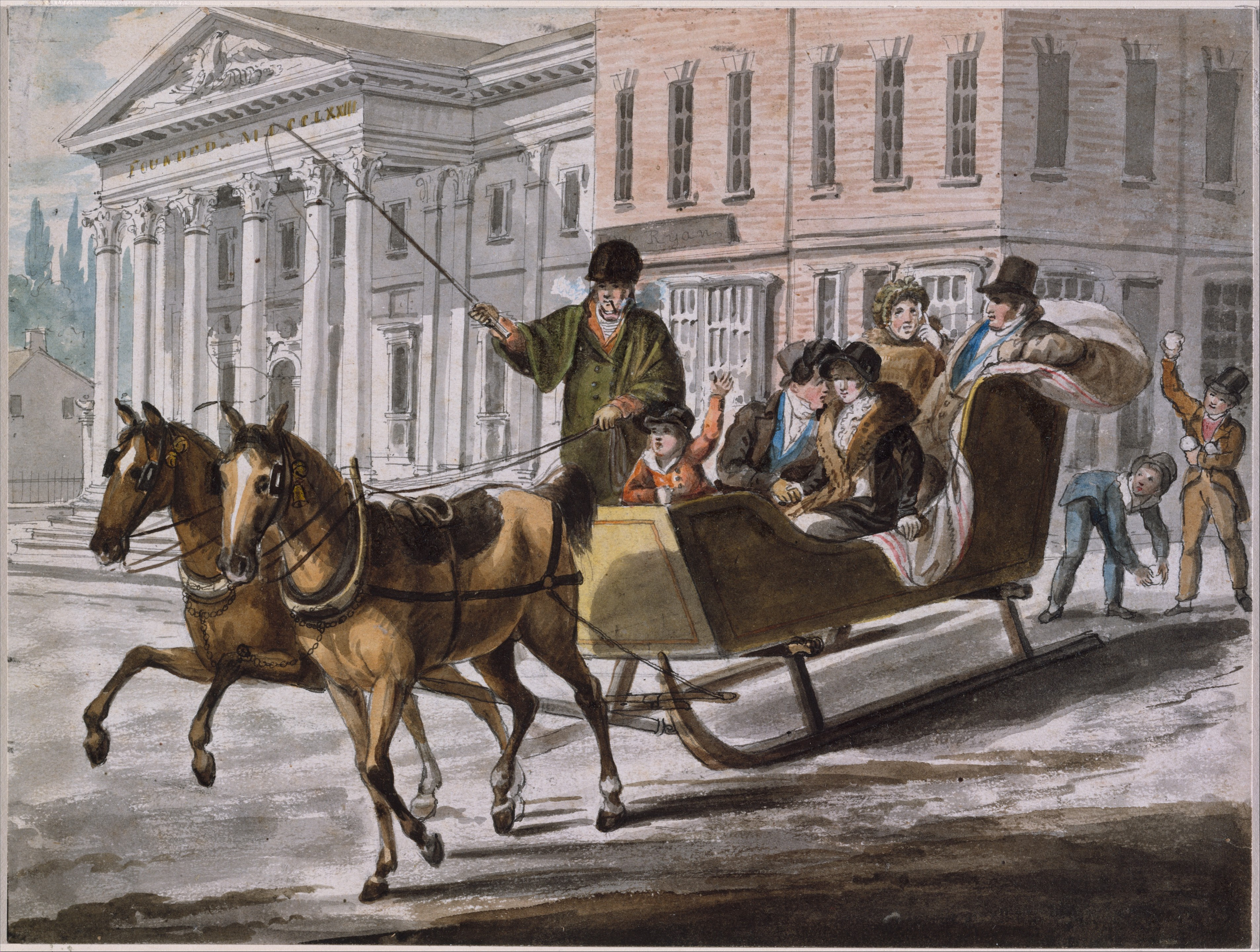
冬の光景
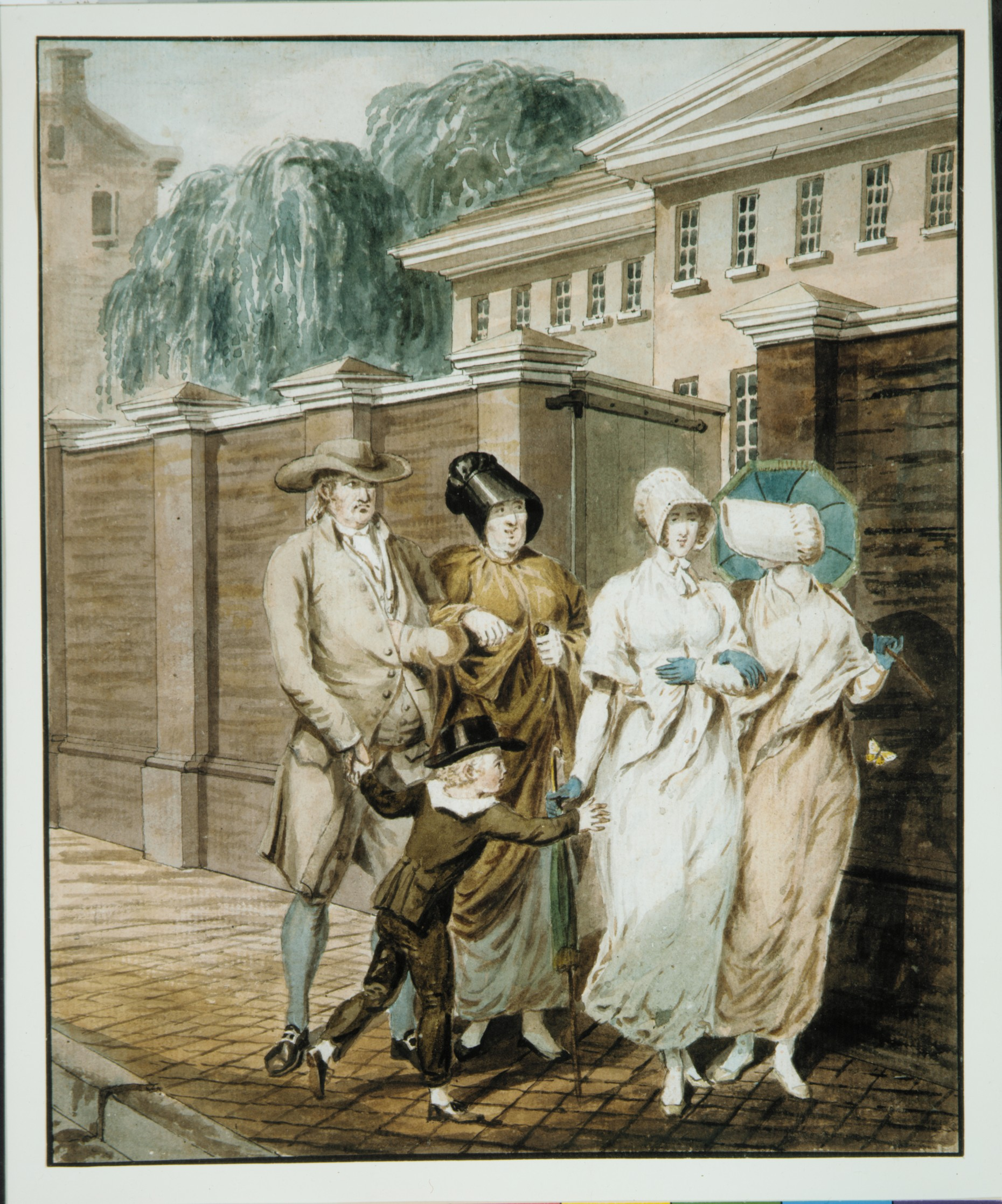
日曜日の朝
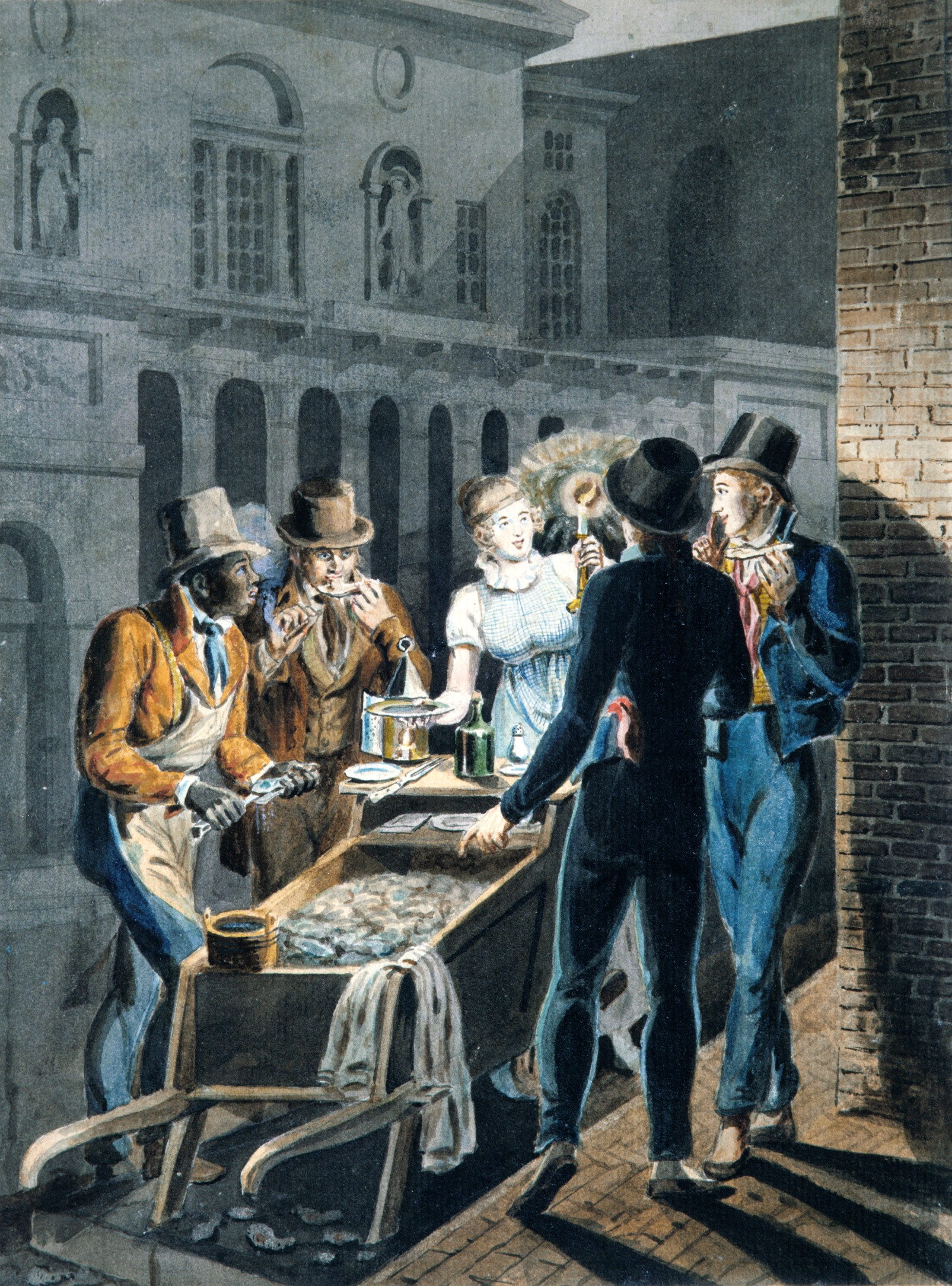
劇場前の牡蠣売り
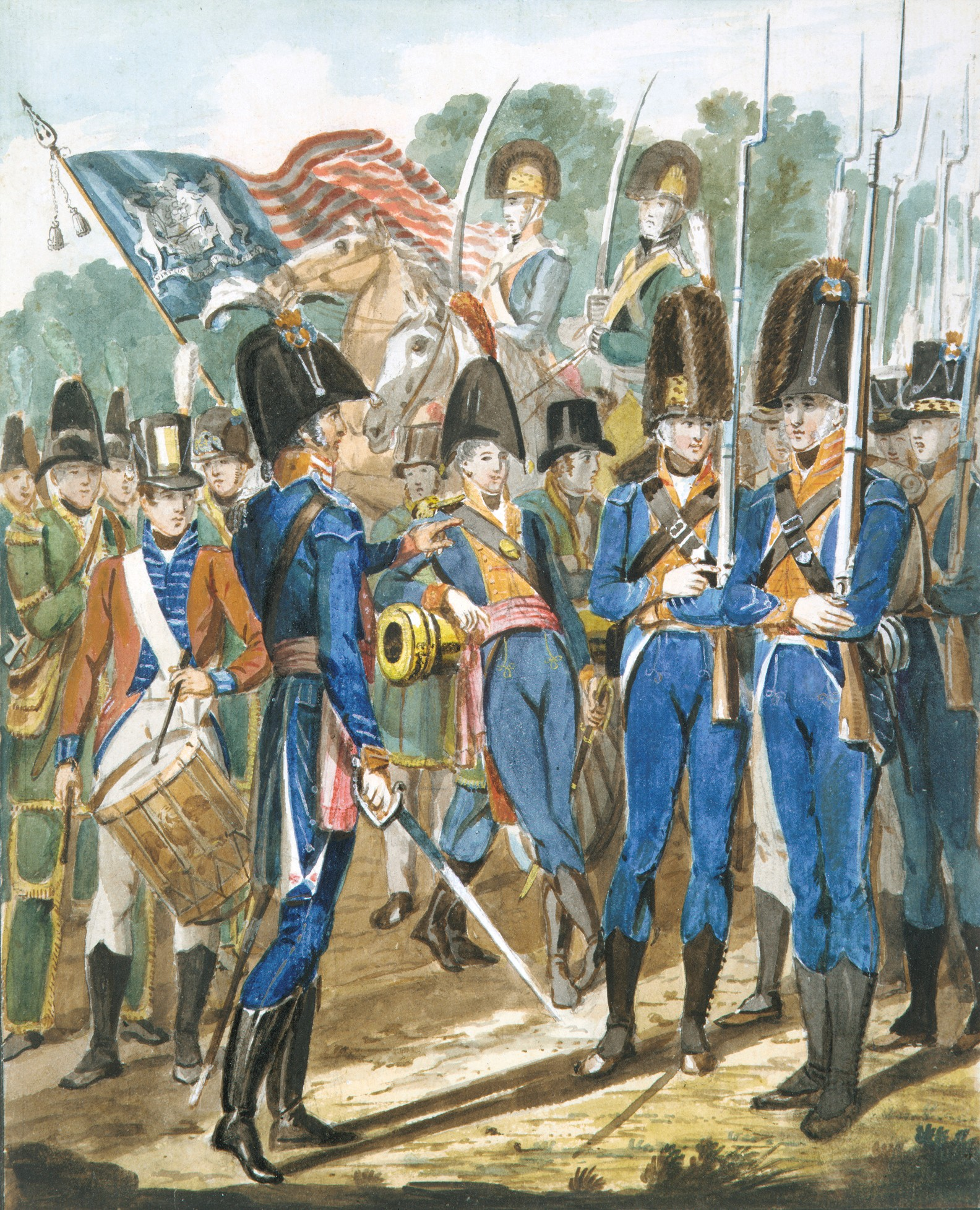
フィラデルフィアの民兵
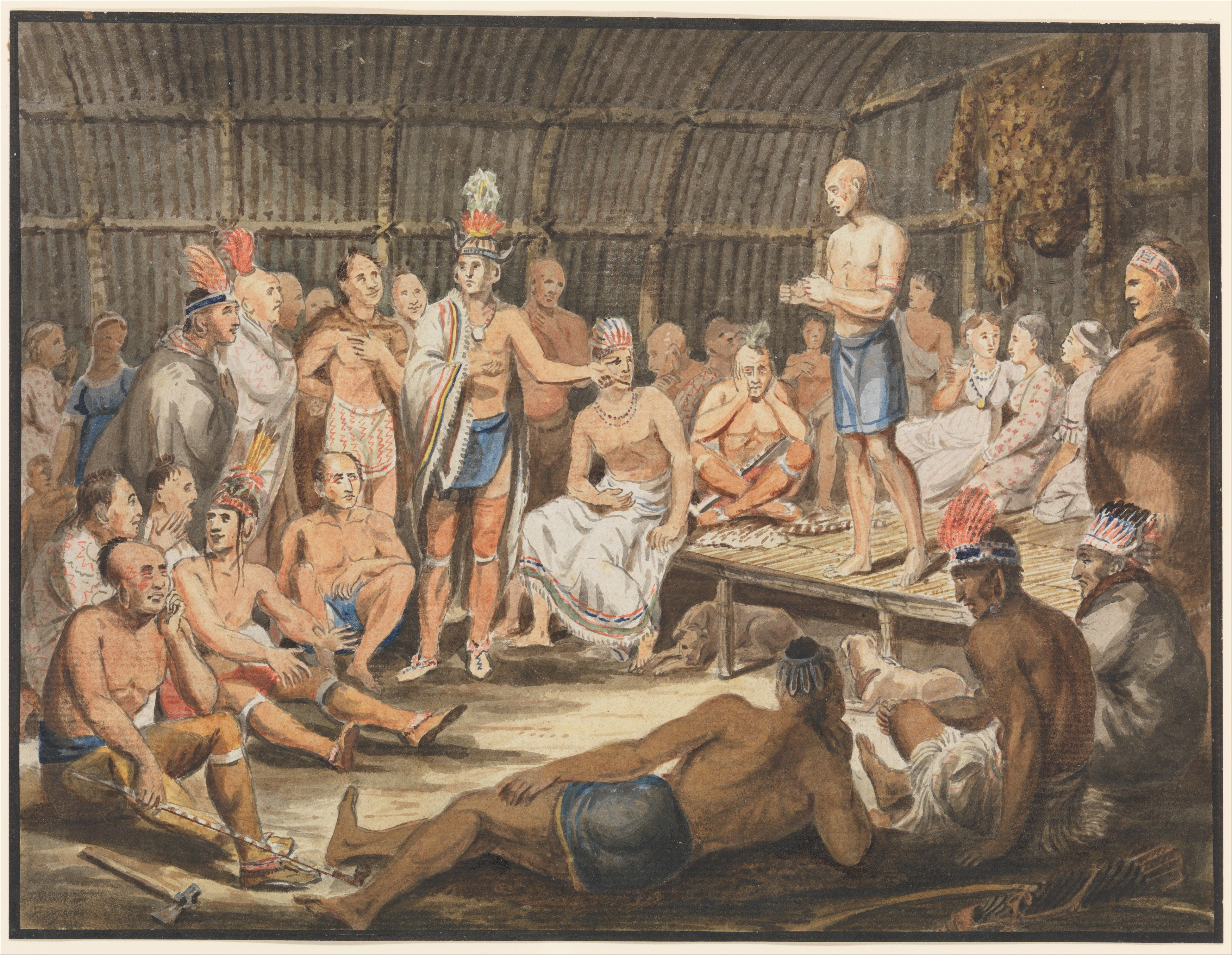
劇場でのインディアンの見世物
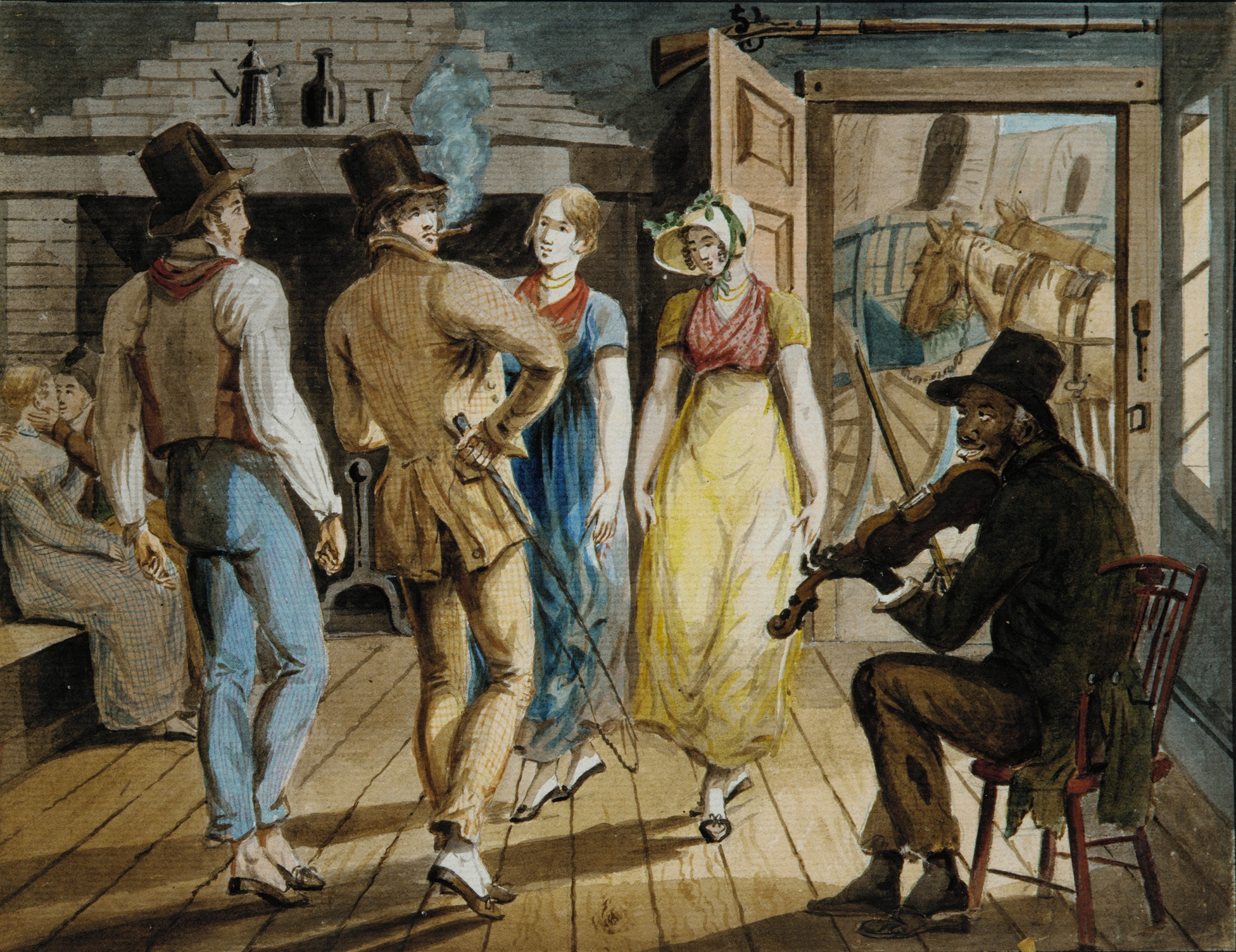
路上芸人